# Maggie Jones
Pour les articles homonymes, voir Jones.
Margaret Beryl Jones, baronne Jones de Whitchurch, née le 22 mai 1955, est une pair travailliste britannique et auparavant une représentante syndicale et une Personnalité politique travailliste. Elle est présidente du parti travailliste de 2000 à 2001.
Jones est directrice des politiques et des affaires publiques du syndicat UNISON jusqu'en 2006. En 1979, elle est permanente régionale du Syndicat national de la fonction publique (NUPE), qui fusionne avec UNISON. Elle a une expérience en tant que militante du logement et environnementaliste, ainsi que dans la lutte contre les bas salaires et la discrimination au travail. Elle est auparavant administratrice de Shelter et WRAP et membre du conseil d'administration de Circle Housing Group. Elle est actuellement membre du conseil d'administration des services d'ombudsman; Présidente de Rothamsted Enterprises; Membre du conseil de développement de ClientEarth et présidente de Friends of the South Downs.

## Jeunesse
Jones est née à Cardiff de Bill et Audrey Jones, et fait ses études à Whitchurch High School. Elle étudie ensuite à l'Université du Sussex, obtenant un BA en sociologie,. Elle vit maintenant à Hove.

## Militante du Parti travailliste
Elle est membre du Comité exécutif national (NEC) du Parti travailliste au sein de la section syndicale de 1993 à 2005. Elle est élue présidente du parti travailliste en 2000, l'année où le premier ministre Tony Blair nomme de manière controversée Charles Clarke comme président du parti. Elle est co-organisatrice, avec Tony Blair, du Comité mixte des politiques du NEC pendant une grande partie de son temps au sein du NEC.

## Candidate pour Blaenau Gwent
Jones est candidate du Parti travailliste pour la circonscription de Blaenau Gwent aux élections générales de 2005, le siège travailliste le plus sûr du Pays de Galles et le cinquième le plus sûr du Royaume-Uni. Elle est choisie parmi une liste restreinte réservée aux femmes qui est imposée au parti local par la suite, huit des douze membres de l'exécutif local ont démissionné en signe de protestation. Le député sortant Llew Smith critique aussi la méthode de sélection .
Peter Law, le député travailliste de l'Assemblée galloise pour la circonscription, démissionne du parti et se présente contre elle en tant qu'indépendant. Avant l'annonce de la candidature présumée de Law, Jones déclare que Law serait «très stupide» de s'opposer à elle. Elle fait valoir que "Blaenau Gwent est solidement travailliste et je ne pense pas que les gens voteront pour quelqu'un d'autre".
Law remporte le siège avec une majorité de 9 121 voix, créant l'un des temps forts médiatiques de l'élection. Le Daily Telegraph décrit la défaite de Jones comme "l'un des résultats les plus spectaculaires des élections générales des temps modernes".

## Carrière parlementaire
Après sa défaite électorale, Jones est nommée pour une paire à vie en 2005 par le Parti travailliste, dans une liste divulguée au Times,,. Cette liste divulguée a finalement conduit au scandale Cash for Peerages dans lequel Jones n'est pas impliquée. Le 10 avril 2006, sa nomination pour une pairie est officiellement annoncée et elle est créée baronne Jones de Whitchurch, de Whitchurch dans le comté de South Glamorgan le 5 juin 2006. La pairie de Jones est largement critiquée, Law déclarant: «C'est ainsi que fonctionne le New Labour. C'est un mauvais exemple de patronage et de pouvoir."
En juin 2010, Jones rejoint l'équipe ministérielle de l'ombre du Labour, en tant que porte-parole de la Chambre des Lords du Labour sur la culture, les Jeux olympiques, les médias et le sport. Elle est ensuite promue au poste de ministre de l'éducation fantôme. Depuis 2015, elle est la ministre de l'Environnement fantôme du Labour dans les Lords.
En 2020, Lady Jones est nommée membre de la South Downs National Park Authority.